# Ursicin G. G. Derungs
Ursicin G. G. Derungs (* 5. Januar 1935 als Ursicin Gion Geli Derungs in Villa, Kanton Graubünden; † 13. Februar 2024 in Mailand) war ein Schweizer Theologe, Schriftsteller und Übersetzer.

## Leben
Ursicin G. G. Derungs wuchs im Val Lumnezia auf und absolvierte das altsprachliche Gymnasium in Disentis. 1955 trat er ins Benediktinerkloster in Disentis ein und wurde 1960 zum Ordenspriester geweiht. Er studierte Katholische Theologie und Philosophie am Anselmianum in Rom, wo er 1967 mit einer Dissertation zum Moraltheologen Joseph Geishüttner promovierte. 
Von 1961 bis 1970 war er Gymnasiallehrer in Disentis. 1970 wurde er Professor für Fundamentaltheologie am Anselmianum. 1975 verliess er den Benediktinerorden und arbeitete fortan als Gymnasiallehrer an der Scuola Svizzera in Mailand.
Er verfasste Prosatexte und Theaterstücke, schrieb für Zeitungen und Zeitschriften und arbeitete für Radio Rumantsch. Daneben übersetzte er Werke der Weltliteratur ins Rätoromanische.
Derungs war Mitglied des Schriftstellerverbands Autorinnen und Autoren der Schweiz (AdS) und wohnte in Villa.

## Auszeichnungen
- 1985: 1. Preis am Dramenwettbewerb der Lia Rumantscha für Siemi de mesastad
- 1999: Gesamtwerkspreis der Schweizerischen Schillerstiftung

## Werke

### Prosa
- Il saltar dils morts, Trun 1982
- Il cavalut verd ed auter. Prosa narrativa e sagistica, Vella 1988
- Porclas, Vella 1988
- La petta de spigias. Notizias autobiograficas, Vella 1998
- Il temps dellas tschereschas, Chur 2007

### Theater
- Max Frisch: Andorra. Toc en dudisch maletgs, Chur 1980 (UA: 1981)
- Siemi de mesastad, 1984 (unaufgeführt)
- Heinrich von Kleist: Il ruog rut, UA 1985
- William Shakespeare: Romeo e Giulietta, UA 1988
- Monas e minas, UA 1996
- Jerry Bock: Anatevka, UA 1998
- Illusiuns quotidianas, UA 2000
- Passiun 2003 (Text zur Musik von Gion Antoni Derungs), Vella 2004

### Dissertation
- Der Moraltheologe Joseph Geishüttner (1763–1805) I. Kant und J. G. Fichte. Studien zu den philosophischen Grundlagen der «Theologischen Moral» Joseph Greishüttners. Pustet, Regensburg 1969 (= Studien zur Geschichte der katholischen Moraltheologie, Band 16).

### Übersetzungen
- Ignazio Silone: Fontamara, 2003
- Primo Levi: Sche quei ei in carstgaun, 2011